# 佩托

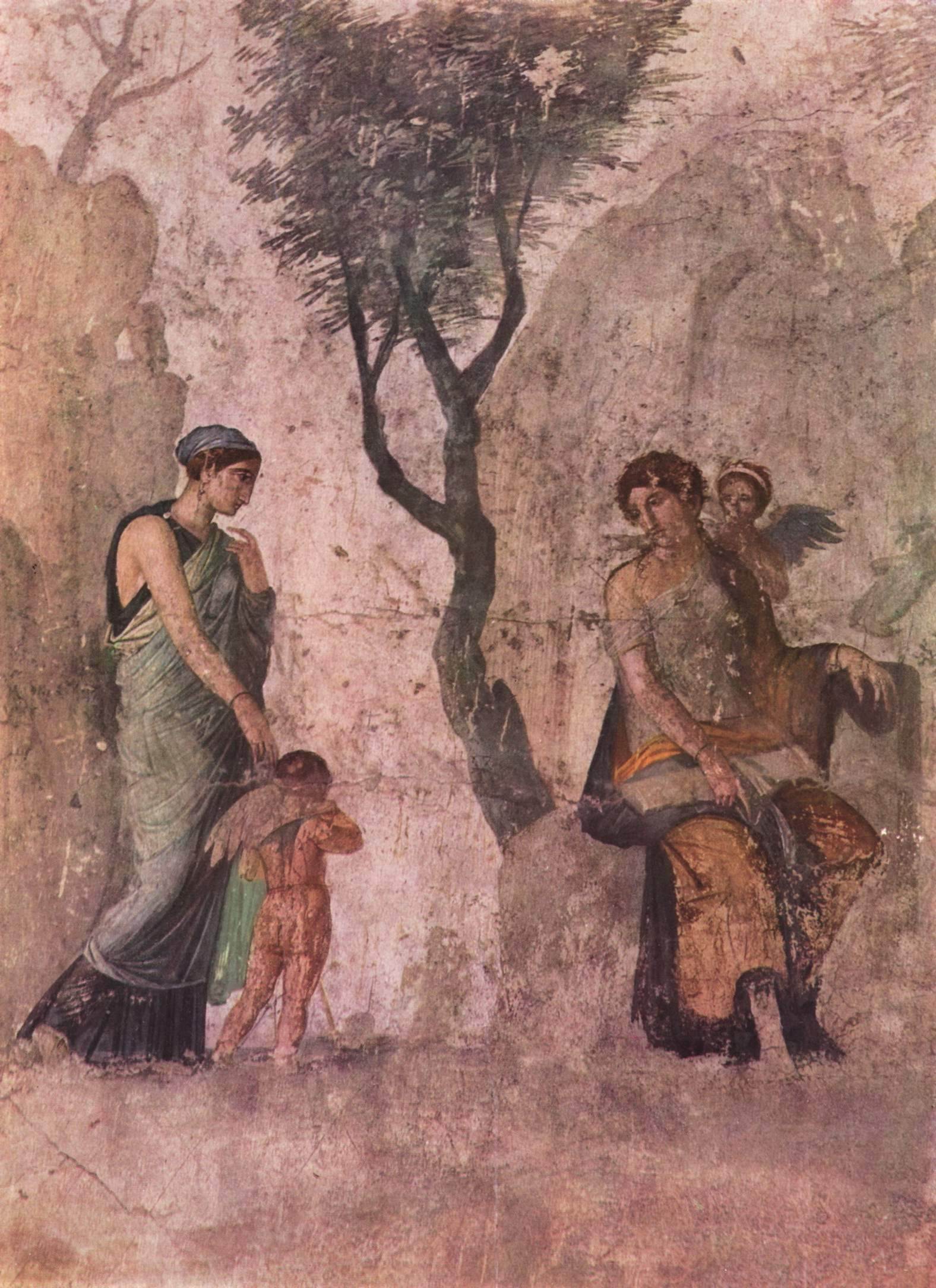
手牵小爱神厄洛斯的佩托（左）与和情欲之神安忒洛斯（Anteros）在一起的阿佛洛狄忒（右）。

佩托也译为皮托、珀托或珀伊托，是希腊神话中的信仰、劝说、劝导、劝诱女神和结婚女神，是艺术信仰的化身。为赫耳墨斯和阿佛洛狄忒之女，也是阿佛洛狄忒的伴随神（也有的说佩托是阿佛洛狄忒的别名）或小爱神厄洛斯的随从。其在罗马神话中被称为“苏阿得拉（Suadela）”或“苏阿达（Suada）”。
崇拜佩托的主要地区是雅典。希腊化时代的诗人赫耳墨西阿那克斯（Hermesianax） 把佩托也视作美惠三女神之一，和雅典人所崇拜的2位古老丰饶女神奥克索（Αὔξω，Auxô / Auxo、“生长”）和赫革摩涅（Ἡγεμόνη，Hêgemonê / Hegemone、“女王”）一起被视作美惠三女神。
在赫西俄德的《神谱》中，佩托是俄刻阿诺斯和忒堤斯的三千个女儿之一，俄刻阿尼得斯中的长姐。在同作者的《工作与时日》中，佩托又成为了为潘多拉戴上金项链的尊贵的劝说女神。
于1872年3月15日发现的小行星—信神星正是以她的名字命名。